# Phantasy Star generation:1
Phantasy Star generation:1 (ファンタシースター generation:1, Fantashī Sutā generation:1) é um jogo de |RPG lançado em 2003 para o PlayStation 2 e é um remake do jogo Phantasy Star, lançado originalmente para o Sega Master System em 1987. É o volume 1 da série Sega Ages 2500.
Originalmente previsto para ser lançado nos Estados Unidos e na Europa pela Conspiracy Games, foi posteriormente anunciado como parte de uma trilogia intitulada "Phantasy Star Trilogy", uma compilação de remakes de Phantasy Star, Phantasy Star II e Phantasy Star IV. O futuro da compilação é incerto, já que a Sega recuperou os direitos de publicação para os Estados Unidos e para a Europa. A Sega atualmente não tem planos de publicar este ou qualquer outro remake de Phantasy Star fora do Japão, e com a Sega do Japão tendo aparentemente abandonado seus planos para um remake de um Phantasy Star IV em favor de uma compilação apresentando a iteração dos quatro jogos Phantasy Star da série original, parece que este jogo permanecerá restrito ao mercado japonês.

## Jogabilidade
Phantasy Star generation:1 tem novos gráficos, músicas remixadas da trilha sonora do jogo original e trouxe novos diálogos, com conversas entre personagens, enriquecendo o enredo.
Algo novo neste jogo foram atributos como a opção Consulta (相談, Sōdan), que permite aos membros do grupo conversarem entre si e ajudar o jogador a determinar qual a sua próxima ação a ser tomada; o item Atlas (アトラス, Atorasu), que é um mapa de labirintos que tem a duração de 100 passos, é uma diferença relevante em relação ao jogo original, já que o mesmo não possuia mapas e obrigava aos jogadores desenharem em um papel seus próprios mapas caso quisessem localizar-se. Próximo ao fim do jogo, após derrotar Lassic, o jogador pode comprar um item chamado Soundtrack (サウンドトラック, Saundotorakku), permitindo ao jogador ouvir a trilha sonora do jogo. Finalmente, após completar o jogo, é permitido ao jogador criar um "arquivo do sistema" para salvar o jogo, desbloqueando assim um bônus em Phantasy Star generation:2.

## História
Assim como em Phantasy Star, Phantasy Star generation:1 tem como enredo as aventuras de Alis Landeel buscando vingar a morte de seu irmão Nero, que foi morto por Robotcops do Rei Lassic. Para ajudar em sua aventura, Alisa tem como companheiros: Tylon, Myau e Lutz.

## Desenvolvimento
Durante os estágios iniciais de seu desenvolvimento, o jogo trazia personagens e monstros super deformed, mas isso depois foi alterado para um estilo mais consistente com a série original.